# Albert One
Alberto Carpani (23 de abril de 1956 - 11 de maio de 2020), mais conhecido como Albert One, foi um cantor e produtor musical italiano, conhecido pelos lançamentos de músicas do gênero Italo disco entre o final da década de 70 até início da década de 90.

## Carreira
No inicío da década de 80, nomeado como Albert One lançou os singles "Yes No Family", "Turbo Diesel", "Heart on Fire", "Lady O", "For Your Love", "Secrets", "Hopes & Dreams", "Everybody", "Visions", e "Loverboy". Eles foram lançados pelas gravadoras ZYX Music e Baby Records .
Também era conhecido como A.C. One e Jock Hattle. Ele esteve envolvido em muitos projetos de Italo Disco, como Clock On 5, Enola, Funny Twins, Tom Dollar e X-One.
Seu último lançamento de sucesso foi o single " Sing a Song Now Now" de 1999.

## Morte
Alberto faleceu devido à uma infecção pulmonar por COVID-19 na Itália em 11 de maio de 2020, durante a pandemia de COVID-19 na Itália .

## Discografia

### Álbuns de estúdio
Como Albert One
| Título     | Detalhes do álbum                                     |
| ---------- | ----------------------------------------------------- |
| Todo mundo | - Data de lançamento: 1988 - Gravadora: ( ZYX Music ) |

### Singles
- "Crazy Family" (1983) como Jock Hattle Band
- "Turbo Diesel" (1984)
- "Heart on Fire" (1985)
- "Lady O" (1985)
- "To Be or Not To Be" (1986) como Jock Hattle Band
- "For Your Love (1986)
- "Secrets" (1986)
- "Hopes & Dreams" (1987)
- "Everybody" (1988)
- "Visions" (1988)
- "Loverboy" (1989)
- "All You Want" (1993)
- "Mandy" (1998)
- "Music" (2002)
- "Stay" (2010)
- "Face to Face" (2015)
- "All for One" (2017)

#### Como A.C. One
| Ano  | Single                                   | Posições de pico no gráfico | Posições de pico no gráfico | Posições de pico no gráfico |
| Ano  | Single                                   | França <br>                 | ITA <br>                    | SPA                         |
| ---- | ---------------------------------------- | --------------------------- | --------------------------- | --------------------------- |
| 1999 | " Sing a Song Now Now "                  | -                           | -                           | 6                           |
| 2000 | "Sing a Song Now Now" (remix) (ITA only) | -                           | -                           | -                           |
| 2000 | "Sing a Song Now Now" (relançamento)     | 54                          | 24                          | -                           |
| 2000 | "Ring the Bell" (ITA only)               | -                           | -                           | -                           |
| 2008 | "Angels (Love Is The Answer)"            | -                           | -                           | -                           |

### Aparições de compilação
- "Turbo Diesel" em High Energy (1984)
- "Lady O" em 38º De Sannido (1985) e Sannido Discoteca (1985)
- "Secrets" no Fior Di Loto 1 (1986), The Best of Italo Disco Vol. 7 (1986) e Discomix Vol. 2 (1986)
- "Hopes & Dreams" em The Best of Italo-Disco Vol. 9 (1987)
- "For Your Love" em The Best of Italo-Disco Vol. 8 (1987)
- "Vision" em The House Sound of Europe – Vol. V – ‘Casa Latina (1989)
- "Hopes and Dreams" em City Dance Music 2 (1989)
- "Loverboy" em Best Disco Vol. 7 (1989)
- "This Is Real" na compilação Gira La Palla (1993)